# مادلین گروس
الگو:Infobox sportsperson/Wikidata

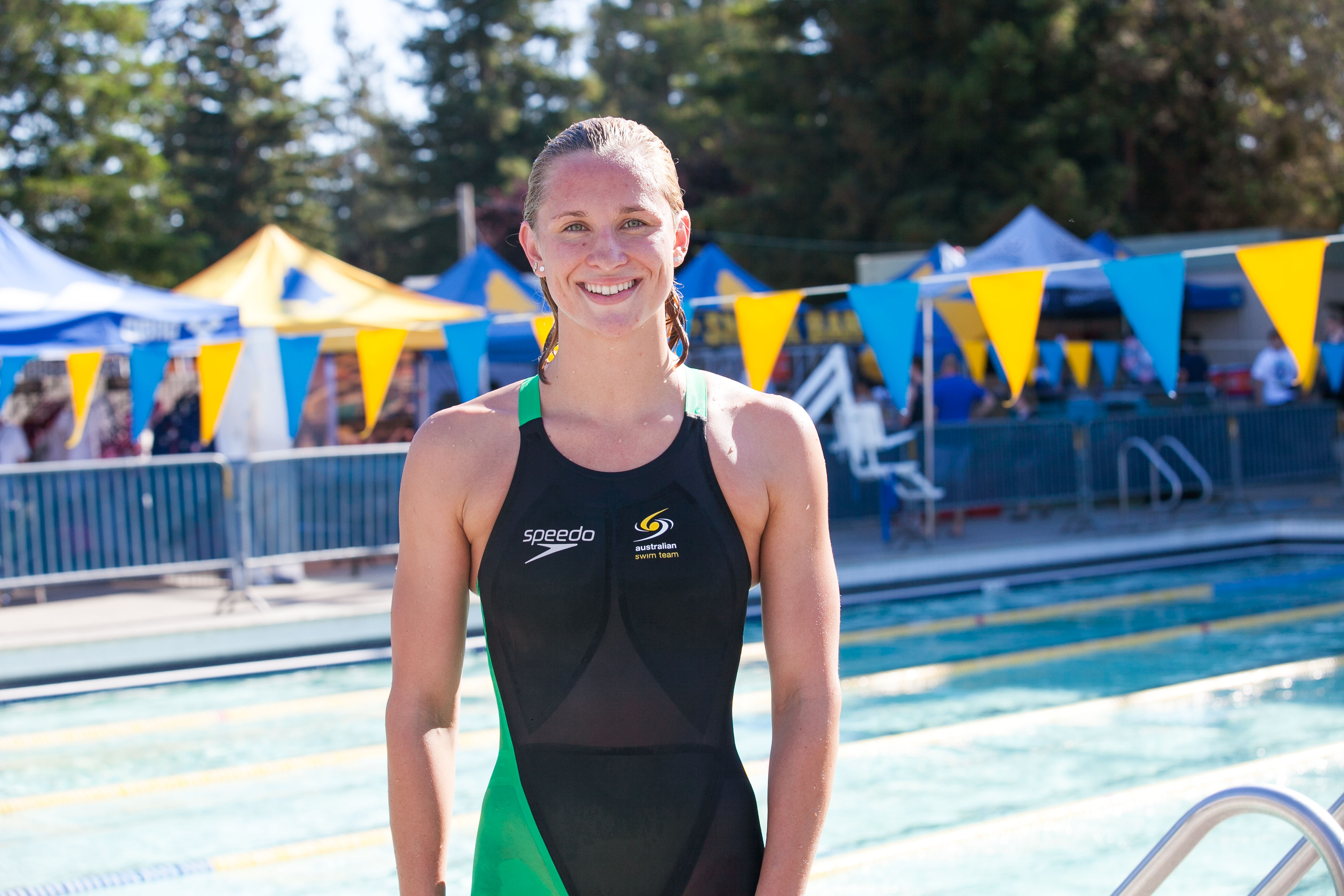
گروس بعد از برنده شدن در شنای ۲۰۰متر پروانه

مادلین گروس (انگلیسی: Madeline Groves؛ زادهٔ ۲۵ مهٔ ۱۹۹۵) شناگر اهل استرالیا است. وی همچنین برندهٔ جوایزی همچون مدال برنز شده‌است.
وی در مسابقات کشوری و بین‌المللی در مجموع برندهٔ ۳ مدال طلا، ۳ مدال نقره، ۲ مدال برنز شده‌است.